# Alsómedves
Alsómedves (más néven Nagymedves, németül: Großmürbisch, horvátul: Veliki Medveš) község Ausztriában, Burgenland tartományban, a Németújvári járásban.

## Fekvése
Németújvártól 6 km-re délkeletre a Zsámándi-patak jobb partján, a magyar határ mellett fekszik.

## Története
Alsómedves nemeseit már 1336-ban említik "Nobiles de Medus. Poss. seu terra Olsomedus" alakban. 1427-ben magának a településnek a neve is feltűnik "Medwes" néven. Neve a Zsámándi-patak (Reinersdorfer Bach) régi Medves nevéből származik, mely "fluvius Medus" alakban 1457-ben egy németújvári adománylevélben szerepel. 1459-ben Hunyadi Mátyás király a németújvári uradalmat hívének, Újlaky Miklós erdélyi vajdának adta. Az uradalom mellett kisnemeseknek és a Gersei Pethő családnak is voltak itt birtokaik. Újlaky Lőrinc halála után 1524-től II. Lajos adományként gróf Batthyány Ferenc lett a birtokosa. 1532-ben elpusztította a török, mely után a Batthyányak horvátországi birtokairól származó horvátokkal telepítették be. A várszentmiklósi plébániához tartozott. 1576-ben 46, 1599-ben 55, 1634-ben 57 portát számláltak a településen. Első tanítója Franz Schwarz 1779-ből ismert, egyben harangozó is volt. 1787-ben 63 házában 357 lakos élt. 1828-ban 65 háza és 438 lakosa volt. Régi templomát 1899-ben lebontották, mivel túl kicsinek bizonyult. Ezután építették fel a mai templomot nagyrészt az Amerikába kivándoroltak adományaiból.
Vályi András szerint: „Kis, Nagy, és Nemes Medves. Három falu Vas Várm. Kis, és Nagy Medvesnek földes Ura Gróf Batthyáni Uraság, Nemes Medvesnek pedig több Urak, lakosai többfélék, fekszenek Német Újvárhoz mintegy 3/4 órányira, földgyeik nem igen termékenyek, határjok többnyire hegyes, szőlejek jó borokat teremnek, fájok tűzre, és épűletre van, legelőjök jó.”
Fényes Elek szerint: „Nagy-Medves, német falu, Vas vmegyében: 432 kath. Hegyes határ. Bortermesztés. A német-ujvári uradalomhoz tartozik. Ut. posta Rába-Keresztur.”
Vas vármegye monográfiája szerint: „Nagy-Medves. Házszám 133, lélekszám 698, a kik horvát és németajkúak. Vallásuk r. kath. és ág. ev. Postája és távírója Német-Ujvár. Birtokos Batthyány Fülöp herczeg.”
1910-ben 628, lakosa volt, melyből 332 horvát, 292 német, 3 magyar, 1 egyéb nemzetiségű volt. A trianoni békeszerződésig Vas vármegye Németújvári járásához tartozott. 1921-ben Ausztria Burgenland tartományának része lett. 1966-ban felépült az új iskola épülete. 1971-ben Újteleppel, Felsőmedvessel, Borosgödörrel és Sándorheggyel egy nagyközségben egyesítették. 1991. május 31-én a nagyközséget megszüntették és részei újra önálló községek lettek.
2001-ben 274 lakosából 264 német, 7 magyar, 3 horvát volt.

## Nevezetességei
- Szent István király tiszteletére szentelt római katolikus plébániatemploma 1900-ban épült.
- Első világháborús hősi emlékmű